# Muzeum Kotów w Kuching
Muzeum Kotów w Kuching (ang. Kuching Cat Museum, mal. Muzium Kucing) – muzeum w dzielnicy Petra Jaya w Kuching, stolicy stanu Sarawak w malezyjskiej części Borneo.

## Położenie
Muzeum Kotów obejmuje cztery galerie (A-D) o powierzchni ponad 1035 metrów kwadratowych na parterze gmachu Północnego Ratusza Kuching (mal. Dewan Bandaraya Kuching Utara, DBKU), położonego na 60-metrowym wzgórzu Bukit Siol (ang. Siol Hill) przy ul. Jalan Semariang w dzielnicy Petra Jaya.

## Kolekcja
Placówka posiada ponad 4 tysiące artefaktów związanych z kotami – fotografie, dzieła sztuki, kocie pamiątki. Muzeum Kotów w Kuching jest pierwszą tego typu placówką na świecie.
Wystawy nie ograniczają się wyłącznie do tematyki kotów. Wśród nich znajdują się też te dot. historii miasta i regionu. W galerii A muzeum znajdują się takie wystawy jak: Santubong (pierwsza stolica Sarawaku); skąd miasto Kuching wzięło swoją nazwę?; gubernatorzy Sarawaku; miasto Kuching obecnie.
Kolejnych kilkadziesiąt ekspozycji dotyczy już samych kotów. Wśród nich są wystawy takie jak: koty w społeczności malajskiej; koty w społeczności chińskiej; kocie walki; koty w starożytnym Egipcie; koci chód; kot we współczesnej sztuce zachodniej; kot na znaczkach pocztowych; koci cmentarz; kocie oczy; kot bengalski; kot jako towarzysz i wiele innych.

## Historia

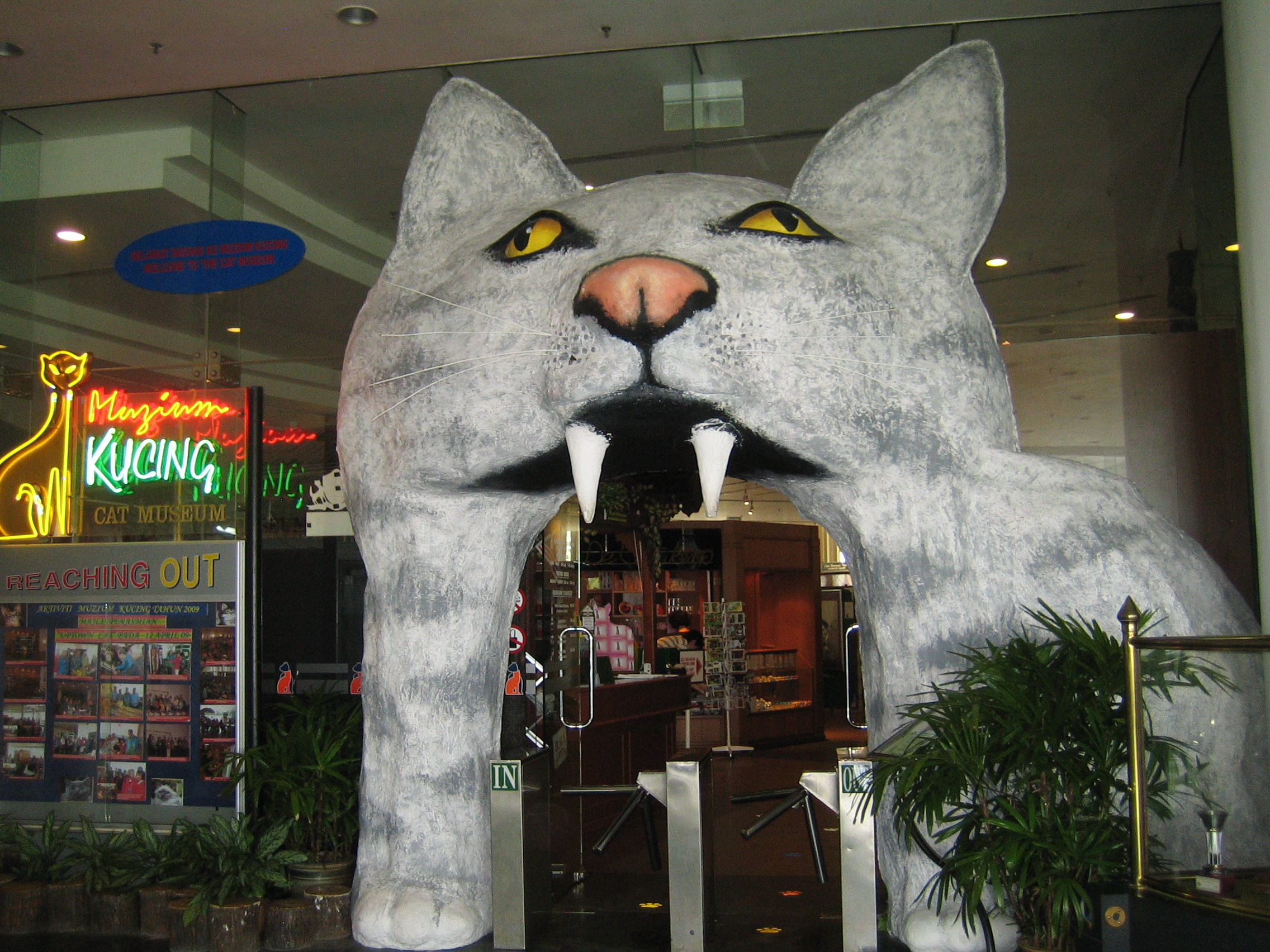
Wejście do muzeum

Pomysłodawcami pierwszego muzeum kotów na świecie byli premier prowincji Sarawak Abdul Taib Mahmud i jego żona Laila Taib. Kolekcja, będąca podstawą zbiorów, została zakupiona przez Muzeum Sarawak w Kuching w latach 80. XX wieku z Muzeum Narodowego w Kuala Lumpur. Pierwsza kocia wystawa w Kuching została otwarta 1 sierpnia 1988 roku w Dewan Tun Abdul Razak, galerii Muzeum Sarawak. W 1992 roku ukończono gmach Ratusza Północnego Kuching, w którym swoją siedzibę ma Muzeum Kotów. Tego samego roku Muzeum Sarawak oficjalnie przekazało zbiory Ratuszowi, który jest administratorem Muzeum Kotów. Za sprawą popularności placówki, Kuching nazywane jest kocim miastem.